# Lodowiec Zagrajskiego
Lodowiec Zagrajskiego (norw. Zagrajskiisen) – lodowiec na południowym Spitsbergenie, między górą Warszawa a Górami Łysymi. Nazwę nadał w 1954 roku Norweski Instytut Polarny na cześć polskiego geodety Sylweriusza Zagrajskiego, uczestnika pierwszej polskiej ekspedycji naukowej na Spitsbergen w 1934 roku.